# エレミア・オストライカー
エレミア・オストライカーまたはジェレマイア・オストライカー（Jeremiah (Jerry) Paul Ostriker 、1937年4月13日 - 2025年4月6日）は、アメリカ合衆国の天文物理学者。

## 生涯
ハーバード大学で学んだ後シカゴ大学で博士号を得た。ケンブリッジ大学で研究した後1971年から1995年までプリンストン大学の教授となる。1980年に米国天体物理学雑誌に爆発モデルを提案した。1995年から2001年の間、学部長となった。2001年から2003年までケンブリッジ大学における天文学の最も重要な教授職のひとつであるプルミアン教授職の職を務めたあと、プリンストン大学に戻った。
1995年に宇宙の加速膨張を予想し、宇宙の質量の大部分が暗黒物質からなっているという理論に大きな影響を与えた。星間物質の研究も行った。
1959年に詩人でエッセイストのアリシア・オストライカーと結婚した。
2025年4月6日、マンハッタンのアッパー・ウエスト・サイドの自宅で末期の腎疾患により死去。87歳没。

## 賞・叙勲等
賞
- ヘレン・B・ワーナー賞 (1972年)
- アメリカ天文学会 ヘンリー・ノリス・ラッセル講師職（1980年）
- カール・シュヴァルツシルト・メダル (1999年)
- アメリカ国家科学賞（2000年）
- イギリス王立天文学会ゴールドメダル（2004年）
- ブルース・メダル（2011年）
- ジェームズ・クレイグ・ワトソン・メダル（2012年）
- グルーバー賞宇宙論部門（2015年）